# NN-102
La carretera NN-102 es una vía departamental de Nicaragua ubicada en el municipio de El Coral en el departamento de Chontales. Tiene una longitud de 3.14 kilómetros y conecta sectores internos de la comunidad de El Zapote.

## Trazado y cruces
La siguiente tabla detalla el recorrido de la NN-102 de norte a sur:
| Km   | Localidad | Departamento              | Conexiones                  |
| ---- | --------- | ------------------------- | --------------------------- |
| 0.0  | El Zapote | Departamento de Chontales | Vía local interna           |
| 3.14 | El Zapote | Departamento de Chontales | Vía local / caminos rurales |